# طب الجلد
طب الجلد أو علم الجلد وأمراضه (بالإنجليزية: Dermatology)‏ هو تخصص طبي يُعنى بالأمراض التي تصيب الجلد والأغشية المخاطية كما وُيعنى أيضاً بأمراض الأظافر والشعر وهو مرتبط تقليدياً بالأمراض المنتقلة عن طريق الجنس (طب الأمراض المنقولة جنسيا)، وكثيراً مايسمى الطبيب المختص بهذا الفرع الطبي بطبيب الأمراض الجلدية والزهرية. يعد الجلد العضو الأكثر مرئيةً للآخرين، كما وأنه العضو الأكثر عرضة للتأثيرات البيئية المحيطة. يعد هذا العضو ذو تداخل مع العديد من الأعضاء الداخلية الأخرى كالغدد الصم والجهاز العصبي المركزي فهو يتأثر بالإشارات الواردة من هذه الأعضاء ويبدو ذلك واضحاً من خلال تغير لونه، وكمثال لها حالة الخجل حيث يصبح الجلد وردي اللون وذلك بفضل شبكة الأوعية الشعرية المتوزعة في أدمة الجلد والتي تتوسع بشكل تالي لهذه الإشارات الواردة من الجهاز العصبي المركزي. مثال آخر هو تفاقم بعض الأمراض بشكل تالي للشدة النفسية التي يتعرض لها للمريض، كما في حالة تفاقم مرض الصدفية Psoriasis أو حب الشباب Acne. أيضاً فإن الجلد يعد مرآة للجسم فهو يعكس الحالة الداخلية للجسم في كثير من الأمراض.

## أصل التسمية
استخدم مصطلح طب الجلد لأول مرة في العام 1764 باللغة الفرنسية Dermatologie, وباللاتينية Dermatologia في العام 1777, ولاحقاً بالإنكليزية Dermatology لأول مرة في العام 1819. واشتقت كلمة Dermatologie من الأغريقية (δέρματος" (dermatos), genitive of "δέρμα" (derma" والتي تعني الجلد skin والـlogy وتعني دراسة علم ما study.

## تاريخياً
تم تمييز الأمراض الجلدية منذ فجر التاريخ حيث تم علاج بعضها واستعصى البعض الآخر. في العام 1801 أصبحت مدرسة الأمراض الجلدية العظيمة في مشفى القديس لويس في باريس Hôpital Saint Louis أول مدرسة من نوعها في العالم، في حين أن أول المراجع textbook في هذا المجال كان للطبيب الإنكليزي Willan's 1798-1808 وأطلس الأمراض الجلدية لأليبير Alibert's 1806-1814. في العام 1952 حقق طب الجلد قفزةً نوعية مع Dr.Norman Orentreich والذي كان رائداً في أمراض الأشعار.